# David Dubó
David Dubó est un karatéka chilien né le 26 janvier 1986. Il est surtout connu pour avoir été titré champion du monde de karaté en kumite individuel masculin moins de 75 kilos aux championnats du monde de karaté 2008 à Tōkyō, au Japon.

## Résultats
| Résultat           | Date             | Épreuve                   | Catégorie | Compétition                     | Ville hôte                 |
| ------------------ | ---------------- | ------------------------- | --------- | ------------------------------- | -------------------------- |
| Médaille de bronze | Mai 2005         | Kumite individuel - 75 kg | Seniors   | Championnats panaméricains 2005 | Buenos Aires, en Argentine |
| Médaille de bronze | Juillet 2007     | Kumite individuel - 75 kg | Seniors   | Jeux panaméricains 2007         | Rio de Janeiro, au Brésil  |
| Médaille d'or      | 16 novembre 2008 | Kumite individuel - 75 kg | Seniors   | Championnats du monde 2008      | Tōkyō, au Japon            |